# Distretto di Santiago de Anchucaya
Il distretto di Santiago de Anchucaya è uno dei trentadue distretti della provincia di Huarochirí, in Perù. Si trova nella regione di Lima e si estende su una superficie di 94,01 chilometri quadrati.
Istituito il 17 marzo 1962, ha per capitale la città di Santiago de Anchucaya.